# ULTra (monorotaia)

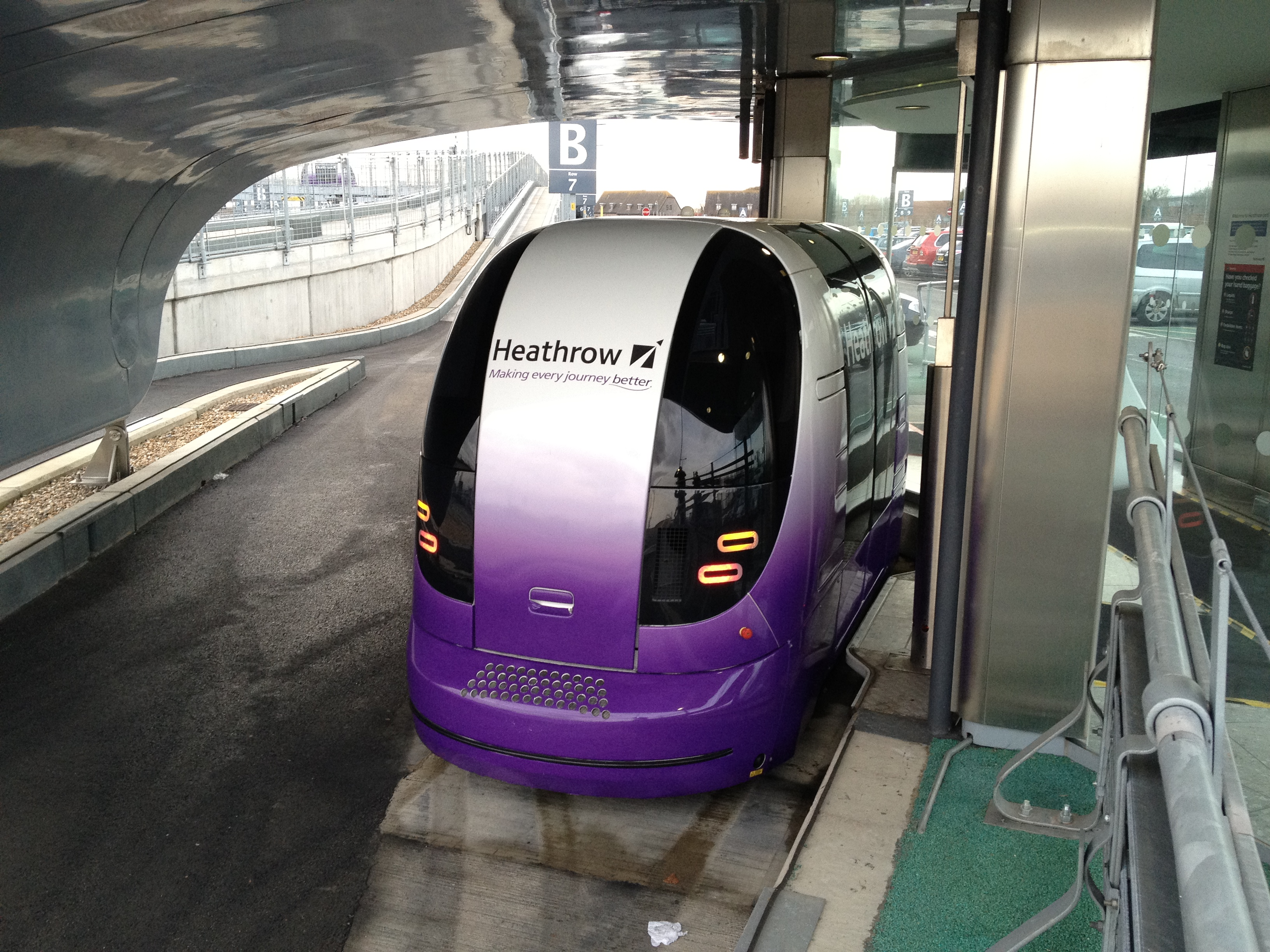
Un ULTra Pod all'aeroporto di Heathrow a Londra

ULTra (Urban Light Transit) è un sistema Personal Rapid Transit sviluppato dalla società di ingegneria Inglese ULTra Global PRT (precedentemente nota come Advanced Transport Systems).
Il primo sistema pubblico che utilizza ULTra è stato aperto all'Aeroporto di Londra-Heathrow nel maggio 2011. È composto da 21 veicoli che operano su un tracciato di 3,9 km che collega il Terminal 5 al suo parcheggio business, appena a nord dell'aeroporto. Un sistema ULTra è stato aperto in Amritsar, in India, nel dicembre 2011, con oltre 200 pod che percorrono un percorso sopraelevato di 8 km che collega sette stazioni.
Per ridurre i costi di fabbricazione, ULTra utilizza ampiamente tecnologie preesistenti, come le ruote di gomma che girano su binari di guida aperti. Questo approccio ha permesso ad ULTra di essere più economico; la compagnia riporta che il costo totale del sistema (veicoli, infrastrutture e sistemi di controllo) è fra i 3 ed i 5 milioni di sterline per chilometro di tracciato.

## Inizi
L'idea iniziale del progetto nasce da Martin Lowson ed il suo team di design; Lowson investì 10 milioni di sterline nel progetto. Crearono l'Advanced Transport Systems (ATS) in Cardiff per sviluppare il sistema, e il loro lotto servì poi come locazione per costruire la pista di prova. ULTra è stata premiata due volte con dei finanziamenti dalla Fondazione Nazionale Inglese per la Scienza, la Tecnologia e le Arti (NESTA). Gran parte delle ricerche per ULTra sono state fatte dal Dipartimento di Ingegneria Aerospaziale all'Università di Bristol durante gli anni 90. Recentemente la compagnia si è data il nuovo nome "ULTra PRT Limited" per riflettere il suo business principale, e ha spostato il suo quartiere principale a Bristol.

## Sfondo

### Design PRT precedenti
Il Trasporto Rapido Personale, originariamente sviluppato negli anni 50 come una risposta al bisogno di trasportare i pendolari in aree dove le densità erano troppo basse per pagare la costruzione di sistemi di metropolitana convenzionali. L'uso di sistemi guidati automaticamente permette di accorciare i tempi di intercorrenza, spesso ridotti a pochi secondi, ma in certi casi anche frazioni di secondo. Questo aumenta la portata delle strade, permettendo ai veicoli di diventare più piccoli mantenendo allo stesso tempo lo stesso carico di passeggeri trasportati nello stesso tempo. I veicoli più piccoli, a loro volta, richiedono tracciati più semplici, stazioni più piccole e costo chilometrici molto più bassi. Come conseguenza diretta piccoli paesi e città per cui non avrebbe senso un sistema di trasporto di massa convenzionale possono invece permettersi un PRT, e questo concetto generò un notevole interesse.
Numerosi sistemi PRT furono studiati nei tardi anni 60 e primi anni 70, molti come risultato della pubblicazione delle relazioni del Dipartimento della Casa e dello Sviluppo Urbano. In generale, questi sistemi prevedevano l'utilizzo di piccoli veicoli da 4-6 passeggeri, ma molti progetti evolsero nel tempo verso ipotesi di veicoli più grandi. 
Occorre considerare che facendo questo, sia i veicoli che i tracciati diventavano sempre più pesanti, i costi ed investimenti necessari crescevano, e quindi l'interesse come sistema alternativo diminuiva. Alla fine fu installato un solo sistema PRT, il Morgantown PRT, un sistema di dimostrazione del governo per provare il concetto. Originariamente deriso come una cattedrale nel deserto, il Morgantown PRT ha dimostrato di essere sia affidabile sia relativamente economico.

### ULTra
Dal momento in cui il Morganton PRT fu installato, i miglioramenti tecnologici hanno sviluppato diverse possibilità per ridurre il costo necessario per migliorare un sistema PRT. Uno dei più semplici, ma di certo il più radicale, è stato lo sviluppo di batterie più efficienti, affidabili e soprattutto più veloci da ricaricare. I vecchi sistemi PRT usavano l'elettricità proveniente da conduttori presenti sul tracciato in un modo simile a quello della metropolitana convenzionale, ma questi possono essere del tutto eliminati in favore di batterie se queste sono relativamente leggere e si ricaricano velocemente alle stazioni. Un altro cambiamento, semplice con le nuove tecnologie, è spostare la logica di guida da computer centralizzati a sistemi di bordo semplici ma molto veloci e molto affidabili, a costi minimi, tali da permettere ai veicoli di seguire il tracciato e cambiare strada da soli. Questo elimina la necessità di un cablaggio del tracciato per guidare il veicolo ed il contatto fisico di guida col veicolo stesso. Il tracciato è quindi solo una pista liscia, con bordi che però non hanno alcuna funzione di guida, questo riduce enormemente i costi, dato che tale tecnologia è banale.
Nel caso dell'ULTra, il tracciato può essere delimitato da due semplici bordi in cemento, tali bordi sono simili ai paracolpi che si possono trovare nei parcheggi. Il veicolo li usa solamente come "riferimento" per il percorso a centro pista; è capace di sterzare nelle curve seguendo il riferimento dei bordi solo come controllo. Non è richiesto nessuno "scambio" lungo il tracciato, perché il veicolo è capace di fare le sue svolte di imbocco degli svincoli fra i percorsi basandosi su una mappa interna. Dato che i veicoli sono alimentati da batterie, non c'è alcun bisogno di elettricità lungo il tracciato, questo induce una enorme diminuzione di cablaggi elettrici. I veicoli si ricaricano nelle stazioni quando sono fermi in condizione di fermata o di sosta. Come risultato, il tracciato è simile in complessità ad una superficie stradale convenzionale, ma dato che i veicoli sono tutti molto leggeri ed uguali in peso, la struttura non deve sopportare grandi sforzi. Anche le stazioni sono molto semplificate; nel caso di tracciati a terra, la mancanza di ogni infrastruttura sostanziale permette al veicolo di fermarsi ad ogni marciapiede, in tal caso il bordo è quello del marciapiede. Le stazioni all'aeroporto di Heathrow assomigliano ad un parcheggio a pettine, con semplici pensiline di riparo per la pioggia simili a quello delle pompe di benzina.
Per tutte queste ragioni, il costo del sistema ULTra è enormemente ridotto rispetto ai sistemi precedenti. Una stima Canadese pone il prezzo di una metropolitana convenzionale fra i 75 e gli 80 milioni di dollari per chilometro, all'incirca 190 milioni di dollari nel 2008. Il PRT di Morgantown è costato ben meno del budget e ha un costo dimostrato appena sopra i 9 milioni di dollari per km nel 1979, equivalente a all'incirca 28 milioni nel 2008. Piani d'espansione da subito dopo il 2000 pongono il costo di tracciati addizionali a 30-40 milioni di dollari al miglio. Ciononostante, la compagnia stima che un sistema ULTra può essere installato, includendo veicoli e stazioni, per 3-5 milioni di dollari al chilometro di tracciato, all'incirca da 5 a 8 milioni di dollari. Questo costo include ampie parti che utilizzano guide sopraelevate, che sono più costose della versione a terra.
Dopo il suo lancio avvenuto con successo, adesso ci sono dei piani di estenderlo al resto dell'aeroporto e anche alla città più vicina di Staines, che è il luogo di abitazione della maggior parte dello staff di servizio dell'aeroporto.

## Descrizione del sistema

### Veicoli
I veicoli alimentati da energia elettrica hanno quattro sedili e possono portare fino a 500 kg di carico, sono progettati per viaggiare a 40 km/h, con pendenze fino al 20%, anche se la compagnia ha suggerito di limitare la pendenza al 10% per migliorare il comfort dei passeggeri. I veicoli possono trasportare sedie a rotelle, trolley e altri bagagli insieme ai passeggeri.
Ciascun pod è alimentato da quattro batterie che forniscono una media di 2 kW di potenza e costituiscono l'8% del peso lordo del veicolo. Altre specifiche includono un raggio di sterzata di 5 metri, una richiesta di energia di 0,55 MJ (megajoules) per passeggero per chilometro, e un livello di rumore di 35 dBA a 21,6 km/h misurati ad una distanza di 10 metri.
La compagnia ha anche sviluppato un progetto per la versione da carico del veicolo. In questa versione l'aspetto esterno è del tutto analoga alla versione per passeggeri, ma tutto lo spazio interno è adattato per ospitare una apposita capsula da carico estraibile lateralmente. Questa versione può essere utile in contesti come gli aeroporti, dove la rete può essere utilizzata per trasportare piccoli carichi, bagagli, ecc.

### Tracciato di prova

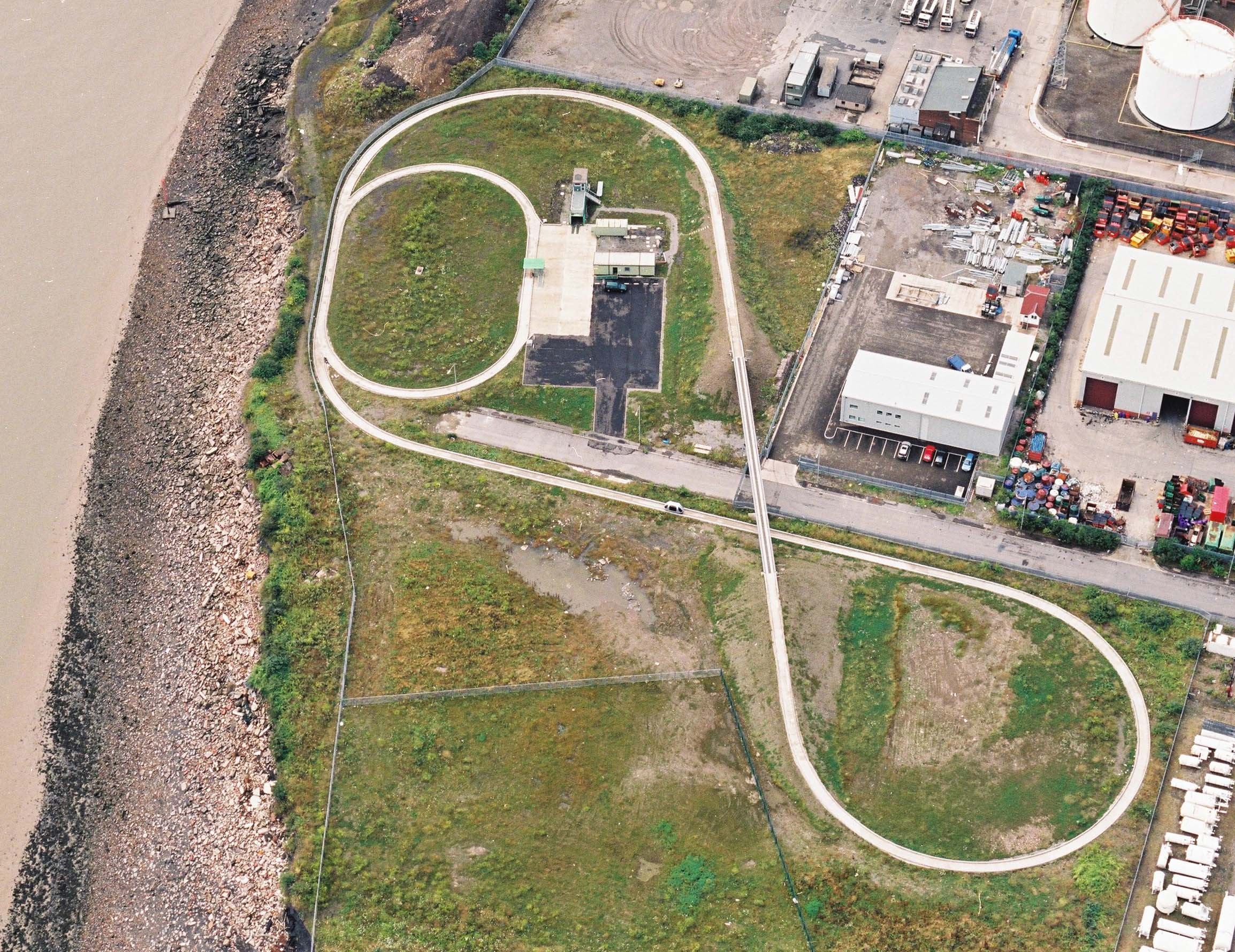
Il tracciato di prova ULTra PRT a Cardiff.

Il tracciato di prova ULTra è stato inaugurato nel gennaio 2002. I 4 milioni di fondi per il tracciato arrivarono da varie sorgenti del governo del Regno Unito. Un veicolo elettrico è stato sperimentato sul tracciato alla velocità di 40 km/h (25 miglia orarie). È stata dimostrata la possibilità di un arresto molto accurato, la corsa eccellente con pendenze, sia in salita che discesa; è stata abbozzata una stazione a livello suolo, rudimentale.
Gran parte del tracciato di prova è a livello del suolo. È stato calcolato che in applicazioni commerciali, il 90% o più dei tracciati dovrà essere sopraelevato. La struttura di sostegno in sopraelevato è larga circa 1,5 metri. Secondo lo studio per una ipotetica installazione in città, costituita da 19,8 km di tracciati per l'89% sopraelevati, il costo totale del tracciato ULTra, con i costi di ingegneria associata, è stimato essere attorno ai 2,9 milioni di dollari per Km. Il costo per la stazione standard è previsto essere 0,89 milioni di dollari. In questo studio i costi dei veicoli non sono stati considerati.

### Heathrow Terminal 5

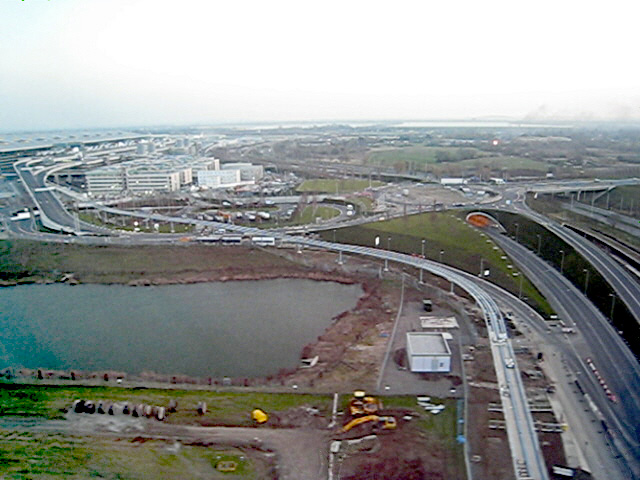
Il tracciatoULTra in costruzione, con il Terminal 5 in alto a sinistra della foto.

Il primo sistema ULTra iniziò a trasportare passeggeri all'aeroporto di Heathrow, Terminal 5, nell'Ottobre 2010 e aprì per un servizio intero ai passeggeri 22 ore al giorno, 7 giorni la settimana, nel maggio 2011. Le statistiche nel maggio 2012 dimostrano affidabilità maggiore del 99% e tempo medio di attesa dei passeggeri di 10 secondi. Ultra ha vinto un numero di premi dal London Transport Awards e dal British Parking Awards.
Collega il Heathrow Terminal 5 al suo parcheggio business, appena a nord dell'aeroporto, con un sistema ULTra PRT lungo 3,9 km, che è stato costruito con il patrocinio della BAA, proprietaria dell'aeroporto. Il sistema è costato 30 milioni di sterline.
La costruzione dei tracciati è stata completata nel 2008. La linea è perlopiù sopraelevata, ma include dei tratti a terra dove il percorso passa sotto l'autostrada che porta all'aeroporto. A seguito di diverse prove, fatte coinvolgendo personale dell'aeroporto come passeggeri, la linea aprì al pubblico nel maggio 2011. Dal maggio 2011 è completamente in opera ed è stato interrotto il servizio di bus fra il business park ed il Terminal 5. I pod usano il 50% in meno dell'energia richiesta da un bus. Gira per 22 ore al giorno. A differenza di tutto il traffico nel Regno Unito, il sistema PRT guida a destra. Nel dicembre 2012 il sistema ha oltrepassato la pietra miliare dei 500 000 passeggeri.
Gli sviluppatori si aspettano che gli utenti aspetteranno una media di 12 secondi, con il 95% dei passeggeri che aspetteranno meno d un minuto per il loro pod privato che li porterà fino a 40 km/h. Se questo progetto è corretto, BAA ha indicato che estenderà il servizio a tutto l'aeroporto e agli hotel vicini utilizzando 400 pod.

### Gurgaon City transport, India
Nel marzo 2010, il governo di Haryana ha detto che sono interessati ad installare il sistema ULTra PRT per il trasporto veloce di pendolari nella città di Gurgaon. Il progetto prevede da 10 a 12 tratte che si estendono in lunghezza per circa 100 km.